# Kyloe
Kyloe – wieś w Anglii, w hrabstwie Northumberland. Leży 78 km na północ od miasta Newcastle upon Tyne i 475 km na północ od Londynu. W 2001 miejscowość liczyła 323 mieszkańców.